# Ham-sur-Meuse
Ham-sur-Meuse és un municipi francès situat al departament de les Ardenes i a la regió del Gran Est. L'any 2007 tenia 250 habitants.

## Demografia

### Població
El 2007 la població de fet de Ham-sur-Meuse era de 250 persones. Hi havia 94 famílies de les quals 16 eren unipersonals (16 dones vivint soles i 16 dones vivint soles), 37 parelles sense fills, 37 parelles amb fills i 4 famílies monoparentals amb fills.
La població ha evolucionat segons el següent gràfic:
Habitants censats

### Habitatges
El 2007 hi havia 144 habitatges, 95 eren l'habitatge principal de la família, 35 eren segones residències i 13 estaven desocupats. Tots els 120 habitatges eren cases. Dels 95 habitatges principals, 84 estaven ocupats pels seus propietaris, 8 estaven llogats i ocupats pels llogaters i 3 estaven cedits a títol gratuït; 10 tenien tres cambres, 18 en tenien quatre i 67 en tenien cinc o més. 79 habitatges disposaven pel capbaix d'una plaça de pàrquing. A 36 habitatges hi havia un automòbil i a 50 n'hi havia dos o més.

### Piràmide de població
La piràmide de població per edats i sexe el 2009 era:
| Homes | Edats   | Dones |
| ----- | ------- | ----- |
| 0     | 95 o +  | 0     |
| 0     | 90 a 94 | 0     |
| 4     | 85 a 89 | 4     |
| 0     | 80 a 84 | 4     |
| 0     | 75 a 79 | 0     |
| 8     | 70 a 74 | 0     |
| 4     | 65 a 69 | 8     |
| 8     | 60 a 64 | 8     |
| 12    | 55 a 59 | 0     |
| 0     | 50 a 54 | 8     |
| 24    | 45 a 49 | 16    |
| 4     | 40 a 44 | 12    |
| 0     | 35 a 39 | 8     |
| 0     | 30 a 34 | 4     |
| 24    | 25 a 29 | 12    |
| 12    | 20 a 24 | 8     |
| 12    | 15 a 19 | 4     |
| 8     | 10 a 14 | 8     |
| 4     | 5 a 9   | 4     |
| 0     | 0 a 4   | 0     |

## Economia
El 2007 la població en edat de treballar era de 165 persones, 106 eren actives i 59 eren inactives. De les 106 persones actives 91 estaven ocupades (57 homes i 34 dones) i 14 estaven aturades (7 homes i 7 dones). De les 59 persones inactives 20 estaven jubilades, 8 estaven estudiant i 31 estaven classificades com a «altres inactius».

### Ingressos
El 2009 a Ham-sur-Meuse hi havia 100 unitats fiscals que integraven 252 persones, la mediana anual d'ingressos fiscals per persona era de 17.336 €.

### Activitats econòmiques
Dels 3 establiments que hi havia el 2007, 1 era d'una empresa de fabricació d'altres productes industrials, 1 d'una empresa de construcció i 1 d'una empresa de comerç i reparació d'automòbils.
L'únic servei als particulars que hi havia el 2009 era una lampisteria.
L'únic establiment comercial que hi havia el 2009 era una llibreria.
L'any 2000 a Ham-sur-Meuse hi havia 4 explotacions agrícoles.

## Poblacions més properes
El següent diagrama mostra les poblacions més properes.